# Probleem van het lijden
Het probleem van het lijden is de vraag waarom een almachtige, alwetende en goede God, zoals voorgesteld door de monotheïstische religies, kwaad en lijden in zijn schepping zou toestaan.
Voor velen is het probleem van het bestaan van het kwaad het voornaamste bezwaar tegen een geloof in God en zodoende een antigodsbewijs. Het agnostische standpunt wordt vaak in de vorm van een dilemma verwoord: Als God iedereen liefheeft, dan zou hij het kwaad uit de wereld willen. En als hij almachtig is, dan zou hij in staat zijn om dit te doen. Maar het kwaad bestaat. Daarom kan God niet tegelijk almachtig en liefhebbend zijn.

## Probleemstelling

### Epicurus
Epicurus (341 v.Chr. - 270 v.Chr.) was de eerste die het probleem filosofisch formuleerde en bestudeerde. De volgende reductio ad absurdum wordt wel de paradox van Epicurus genoemd (parafrase):
- Er bestaat kwaad, dus God is ofwel niet in staat, ofwel niet van zins het op te heffen.
- Als God het kwaad niet kán opheffen is Hij niet almachtig.
- Als Hij het niet wíl opheffen is Hij kwaadaardig.
- Als Hij het niet kán en niet wíl opheffen, waarom zou je hem God noemen?
- Als Hij het kán en wíl opheffen, waar komt het kwaad dan vandaan?

Ook de 18e-eeuwse filosoof David Hume formuleerde het probleem op een gelijkaardige manier in zijn 'Dialogues Concerning Natural Religion'.

### J.L. Mackie
Meer recentelijk heeft de Australische filosoof John Leslie Mackie (1917–1981) het probleem in de vorm van deze drie proposities geformuleerd:

A. God is omnipotent (almachtig)

B. God is geheel goed

C. Het Kwaad bestaat

De contradictie is duidelijk. Deze 3 proposities kunnen samen onmogelijk waar zijn. Hoogstens 2 van de 3 proposities (beweringen) kunnen samen waar zijn zonder logisch tegenstrijdig te zijn. Daarom moet 1 ervan fout zijn. Immers:
1. Als (A) waar was, had God de wereld kunnen scheppen zonder het kwaad.
2. Als (B) waar was, zou God een wereld gewenst hebben zonder het kwaad.
3. Maar (C) is duidelijk waar. Er is veel kwaad in de wereld, zinloos en onnodig kwaad inbegrepen. Daarom: moet dan niet eerder (A) of (B) noodzakelijk onwaar zijn? Als je 'nee' antwoordt, dan werpt een andere vraag zich op: hoe kan het bestaan van het kwaad verzoend worden met het bestaan van een omnipotente en geheel goede God?

Mackies conclusie is dat, wanneer we de werkelijkheid van het kwaad erkennen, God blijkbaar niet zowel almachtig als uiterst goed kan zijn. Vertrekkend vanuit die aanname stelt hij de volgende alternatieven voor:
1. God bestaat, een god die volledig bekwaam is om het kwaad te verhinderen, maar dit niet wenst te doen. Een ietwat sadistische god dus (volgens Mackie), waardoor hij zeker niet uitermate goed is.
2. of: God bestaat, een god die het kwaad wil verhinderen, maar daarvoor de macht niet heeft. Hij is op zijn best een eindig en gelimiteerd wezen.
3. of: Er bestaat helemaal geen God.

## "Theodicee" of oplossing
Een oplossing voor het probleem van het lijden wordt een theodicee genoemd.

### Irenaeus
De theodicee van de 2e-eeuwse bisschop Irenaeus stelt: deze wereld is de beste van alle mogelijke werelden, omdat deze de mens in staat stelt zich volledig te ontwikkelen. Sinds Irenaeus zijn er talloze doorwerkingen van geweest, zoals die van Origenes, Friedrich Schleiermacher, John Hick en Richard Swinburne. Dit concept stond ook aan de basis van Leibniz' Théodicée.

### Augustinus
De 5e-eeuwse kerkvader en theoloog Augustinus van Hippo stelde dat het kwaad slechts privatio bono was, een afwezigheid van het goede. Vergelijkbaar met het duister als afwezigheid van licht. Naar iets slechts kan dan alleen verwezen worden als een negatieve vorm van iets goeds, bijvoorbeeld (on)rechtvaardigheid. Het kwaad is in zijn visie geen schepping van God. God schiep de mensheid met een vrije wil om goed of kwaad te doen zodat ook het stellen van slechte daden mogelijk was. Augustinus steunde daarbij op het verhaal uit Genesis over de zondeval.

### Latere theorieën
Latere theorieën minimaliseren vaak een van de premissen van Epicurus, onder andere door een andere definitie van kwaad, almacht en goedheid te introduceren.
- Een andere definitie van lijden: Het lijden speelt zich slechts in onze verbeelding af.
- Een andere definitie van almacht: God heeft ervoor gekozen om zijn macht te beperken, om zo samen met de mensen het kwaad uit te roeien. Of: God is niet almachtig, maar strijdt samen met de mens tegen het kwaad en hoopt zo uiteindelijk het kwaad te overwinnen.
- Een andere definitie van goedheid: Gods goedheid hoeft niet noodzakelijkerwijs overeen te komen met ons begrip van goed. Bovendien kan God slechte dingen uiteindelijk laten uitlopen op goede dingen.

Een andere optie is het "probleem van het lijden" in een breder perspectief te plaatsen. Dan komen zaken als verantwoordelijkheid en keuzevrijheid van de mens in beeld, in combinatie met de verplichting om met de bekende en verborgen consequenties van keuzes te leven. Veel religies postuleren een eeuwig leven en daarvan afgeleid een volmaakt en eeuwig hiernamaals, in tegenstelling tot het aardse bestaan. Het aardse lijden valt daardoor in het niet, bezien vanuit het perspectief van de volmaakte eeuwigheid. In sommige religies wordt het aardse lijden gerechtvaardigd als een morele voorbereiding op de eeuwigheid.

### Peter Kreeft
De christelijke Amerikaanse filosoof Peter Kreeft geeft verschillende oplossingen:
1. God gebruikt mogelijk kwaad op de korte termijn voor het goede op de lange termijn
2. God schiep de mogelijkheid van het kwaad, maar niet het kwaad zelf. Vrije wil is noodzakelijk voor het hoogste goed van de liefde. Kreeft beweert dat almacht niet inhoudt dat God iets logisch tegenstrijdigs kan doen, bijvoorbeeld vrijheid geven zonder mogelijkheid tot zonde.
3. Gods eigen lijden en dood aan het kruis gaven hem de overwinning op de duivel[5]
4. God gebruikt lijden om de moraal te verbeteren, zie Paulus (Romeinen 5).
5. Lijden kan de mens dichter bij God brengen.
6. Het definitieve antwoord op het lijden is Jezus zelf.